# Карлос Алберто да Коста
Карлос Алберто да Коста (порт.-браз. Carlos Alberto da Costa), відоміший як Карлос Алберто (порт. Carlos Alberto, нар. 22 лютого 1980, Ресіфі, Бразилія) — бразильський футзаліст італійського клубу «Футзал Каноза».

## Біографія
З 15 років почав займатися футболом, у який грав до 20 років. У сезоні 2000/01 разом з «Жуасабою» виграв підвищення у класі у вищий дивізіон чемпіонату Бразилії. З клубу «Жуасаба» переїхав в Іспанію. 
П'ять років грав в клубі Срібного дивізіону «Лейс 26 Понтеведра» і один рік в «Арсебанса Самора». У складі «Арсебанса Самори» виграв срібний дивізіон і завоював путівку до Почесного дивізіону. Проте у команді почалися фінансові проблеми. Контракт Карлоса Алберто з клубом був дійсний ще 1 рік, але за останні 4 місяці він так і не отримав зарплатню, а тому за обопільної згоди трудовий договір довелося розірвати.
Нападник приїхав додому у відпустку, де на нього вийшли представники зі Східної Європи, які запропонували продовжити кар'єру в «Шахтарі».
У жовтні 2009 року відправився на перегляд в луганську «Зорю». Разом з ним з футзального «Шахтаря» на перегляді були й інші бразильці — Клаудіньйо, Фумаса, Вассура, Тіагу і Ромаріо. Незабаром всі вони залишили «Зорю».
15 січня 2011 року залишив «Шахтар» і практично одразу був заявлений за російський «Газпром-ЮГРА». Там він провів пів сезону і повернувся в іспанський «Аркебанса Самора»
2012 року перейшов в азербайджанський «Араз». Зіграв за азербайджанський клуб 5 матчів в Кубку УЄФА, в яких відзначився 5 разів.
У січні 2015 року підписав контракт з чеським клубом «Балтікфлора». Допоміг команді здобути срібні нагороди чемпіонату.
Восени 2016 року підписав контракт з італійським клубом «Беральда», який виступав у Серії B.